# Bondgården (film)
Bondgården är en amerikansk animerad långfilm från 2006, producerad av Paramount Pictures och Nickelodeon Movies, samt regisserad och skriven av Steve Oedekerk. Filmen följdes av en TV-serie med samma namn.

## Handling
Tittaren följer äventyren hos ett gäng djur som, så fort människorna inte ser, beter sig som människor. Gänget består av ledaren, den partyälskande tjuren Otis, och hans vänner, den tjuriga kon Bessy, pojkflicke-kon Abby, den mexikanska musen Pip, den glufsande grisen Gris, den paranoida illern Freddy, den olycksdrabbade tuppen Peck och den säkerhetsfixerade hunden Duke.

## Karaktärer
Otis är djurens ledare. Han är typen som tror att han kan göra vad som helst, men måste ofta ta hjälp av sina bondgårdsvänner när han hamnar i knipa. Trots att det uppenbarligen är fråga om en "manlig" karaktär och alltså borde vara avbildad som en tjur har Otis fått juver på magen och kallas för ko. Samma förvirrade avbildning gäller övriga tjurar i filmen och tv-serien som bygger på samma karaktärer. 

## Rollista
- Kevin James - Otis
- David Koechner - Dag
- Jeff Garcia - Pip
- Sam Elliott - Ben
- Courteney Cox - Daisy
- Tino Insana - Pig
- Dom Irrera - Duke
- Cam Clarke - Freddy
- Danny Glover - Miles
- Wanda Sykes - Bessy
- S. Scott Bullock, Maurice LaMarche - the Jersey Cows
- Lloyd Sherr - Everett
- Andie MacDowell - Etta
- Rob Paulsen - Peck / Pizza Twin #1
- Madeline Lovejoy - Maddy
- Nathaniel Stroman - Root
- Steve Oedekerk - Snotty Boy / Mr. Beady / Pizza Twin #2
- Maria Bamford - Mrs. Beady
- John DiMaggio - Bud / Konstabel O' Hanlon

### Svenska röstskådespelare
- Tommy Nilsson - Otis
- Hasse Jonsson - Dag / Nyhetsuppläsare
- Dogge Doggelito - Musen Pip
- Claes Ljungmark - Ben
- Malin Berghagen - Daisy
- Johan Wahlström - Gris
- Claes Månsson - Duke
- Anders Öjebo - Freddy
- Björn Gedda - Miles
- Gladys del Pilar - Bessy
- Jan Åström - Bud
- Ola Forssmed - Igg
- Andreas Nilsson - Eddie
- Niclas Wahlgren - Peck / Liten iller
- Lizette Pålsson - Etta
- Sandra Kassman - Maddy / Kyckling
- Björn Skifs - Root
- Stephan Karlsén - Bonde / Flygande sköldpadda / Bartender
- Johan Hedenberg - Herr Beady / Prärievarg / Manlig vakt
- Irene Lindh - Fru Beady
- Linus Wahlgren - Snorunge / Pizzakille / Kanin
- Peter Sjöquist - Snorungens pappa / Konstabel O'Hanlon / Pålle / Prärievarg / Bror
- Anna Gyllenberg - Snorungens mamma / Hanna / Höna 1 / Höna i slangbella 1 / Flirtig kvinnlig ko / Kvinnligt fan / Kyckling
- Anton Raeder - Snorungsvän / Pizzakille 2
- Mia Hansson - Höna 2 / Höna i slangbella 2 / Katt / Kvinna på vägkrog / Kvinnlig vakt